# Robin Trower Band
La Robin Trower Band è stata il gruppo spalla di Robin Trower, fondato in seguito alla sua uscita dai Procol Harum.  
Era composto originariamente da James Dewar, Reg Isidore, e Matthew Fisher, proveniente dalla stessa band.

## Storia
L'idea della band nasce nel 1972, dall'incontro tra Robin Trower e Reg Isidore, poi sostituito da Bill Lordan già dal terzo album For Earth Below (1975) quando il primo necessitava di una band che gli facesse da spalla nella sua nuova carriera come bluesman.
Nel 1977 la band cambiò formazione, con l'ingresso di Rustee Allen. 

### Storica
- James Dewar - voce, basso
- Reg Isidore - batteria
- Matthew Fisher - tastiera

### Altri ex membri
- Bill Lordan - batteria
- Rustee Allen - basso
- Dave Bronze - basso

## Discografia
- Twice Removed from Yesterday (1973)
- Bridge of Sighs (1974)
- For Earth Below (1975)
- Robin Trower Live (1976)
- Long Misty Days (1976)
- In City Dream (1977)
- Caravan to Midnight (1978)
- Victims of the Fury (1980)
- Back It Up (1983)